# Nordseewerke

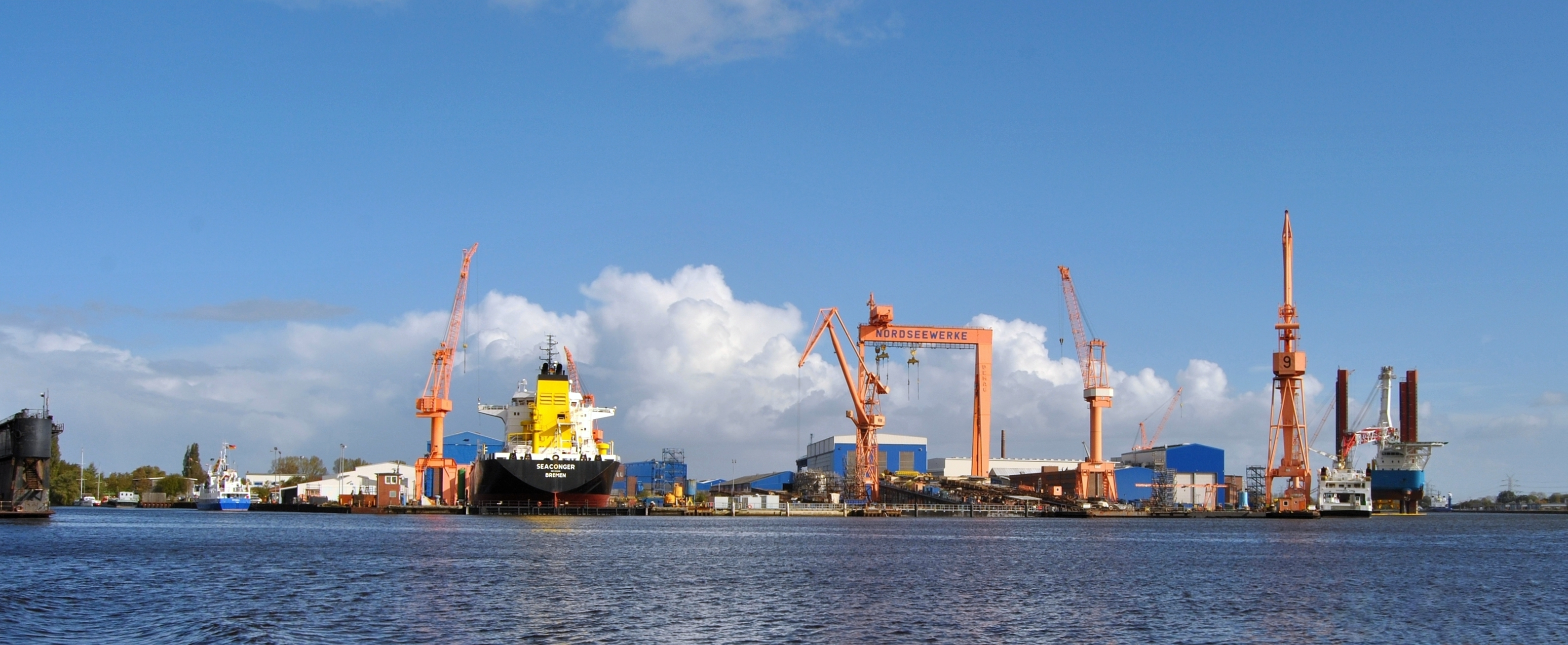
Blick von Südwesten auf die Nordseewerke mit dem Emder Binnenhafen im Vordergrund

Fosen Nordseewerke war eine Werft in Emden (Ostfriesland), die vor allem unter dem kürzeren Namen als Nordseewerke bekannt war.
Das Unternehmen hat eine wechselvolle Geschichte und war von 1952 bis 2010 ein Tochterunternehmen des ThyssenKrupp-Konzerns, zuletzt in deren Konzernbereich ThyssenKrupp Marine Systems (TKMS). Die Werft zählte zu den größten deutschen Marinewerften. Bis 2009 hatte sie etwa 1400 Beschäftigte in den drei Bereichen Marineschiffbau, Handelsschiffbau und Schiffsreparatur. Große Teile der Werft wurden 2010 von der SIAG-Gruppe übernommen, die hier im großen Stil Bauteile für die Windenergiebranche fertigen wollte und 2012 zum Insolvenz-Fall wurde.
Nach einem weiteren Eigentümerwechsel wurde im Jahr 2015 über das Vermögen der Nordseewerke das Insolvenzverfahren eröffnet und die Gesellschaft aufgelöst. Ende 2016 wurde der Bau von Schiffsteilen durch die Nordseewerke Emden Shipyard aufgenommen, die im August 2018 in die Insolvenz ging. Nach dem Einstieg der norwegischen Fosen Yards wird die Werft seit Anfang 2019 als Fosen Yard Emden GmbH weitergeführt. Diese meldete im Juni 2022 Insolvenz an.
Auf einem Teil des Geländes ist die Emder Werft und Dockbetriebe GmbH als Tochterunternehmen der im Schifffahrtssektor spezialisierte Hamburger Gesellschaft Seafort Advisors beheimatet. Dieses Unternehmen konzentriert sich auf die Aufgabe als Reparatur- und Servicewerft. Auf einem weiteren Teilareal verblieb bis März 2010 ein Teilstandort von TKMS.

## Geschichte

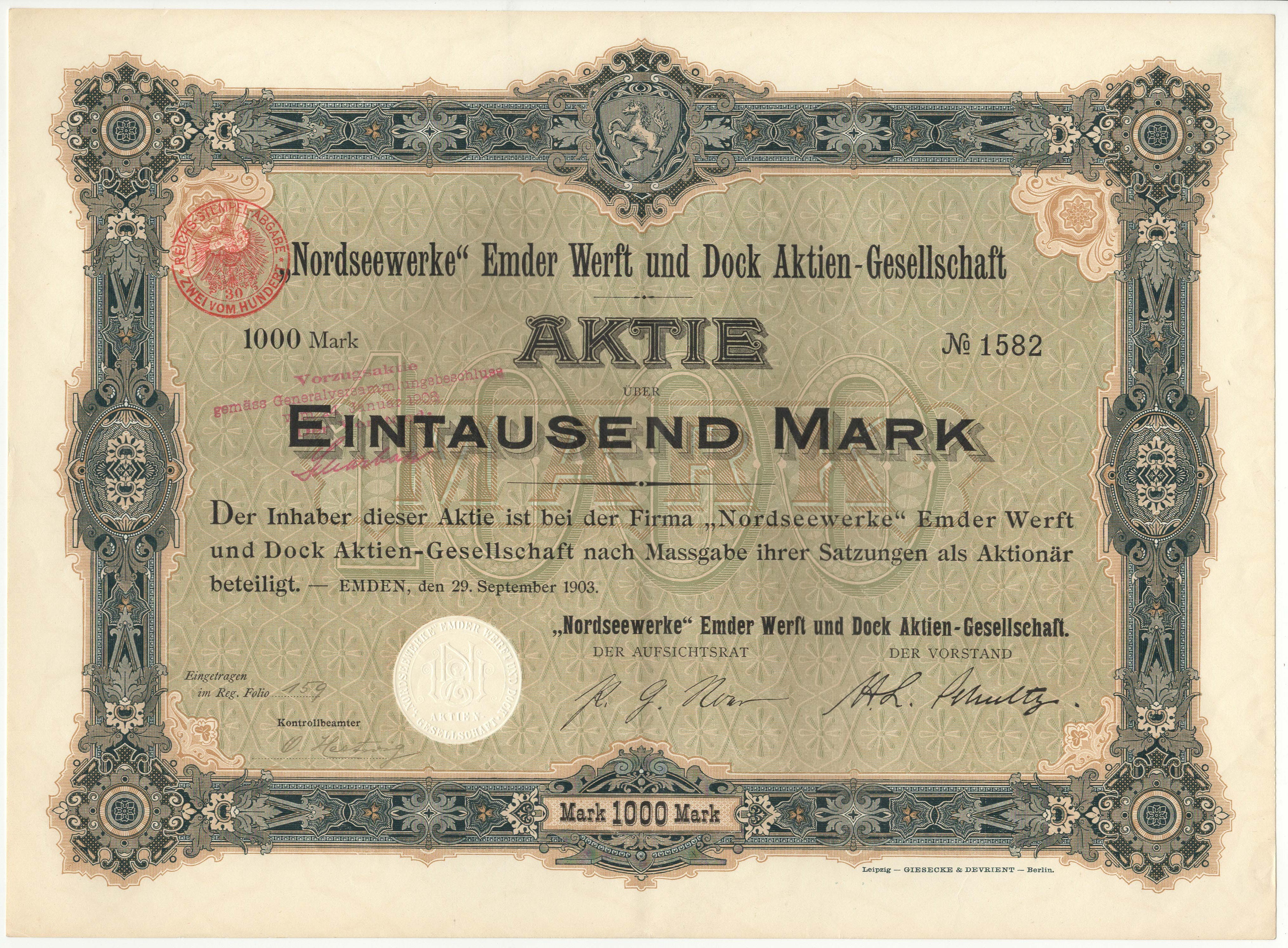
Aktie über 1000 Mark der Nordseewerke Emder Werft und Dock AG vom 29. September 1903

### Nordseewerke Emder Werft und Dock Aktiengesellschaft (1903–1911)
Das Unternehmen wurde im Jahr 1903 auf Initiative des Emder Oberbürgermeisters Leo Fürbringer als „Nordseewerke“ Emder Werft und Dock Aktien-Gesellschaft von rheinisch-westfälischen Unternehmern gegründet und zählte zu den ältesten Großwerften Deutschlands. Durch den Ausbau des Emder Hafens und den Bau des Dortmund-Ems-Kanals war Emden in kurzer Zeit zu einem der bedeutendsten Seehäfen des Ruhrgebiets aufgestiegen, was den Bau einer Werft lohnend erscheinen ließ.
Zunächst wurde auf einem 20 Hektar großen Gelände auf einer 225 m langen Querhelling als erster Neubau ein Schwimmdock von 2250 t gebaut. Anfänglich baute man diverse leichte Nutzschiffe. Da in Emden die Nachfrage nach den qualifizierten Werftarbeitern nicht allein gedeckt werden konnte, warb das Unternehmen auch Mitarbeiter in anderen norddeutschen Hafenstädten an. Die Nordseewerke trugen neben dem stark steigenden Hafenumschlag dazu bei, dass die Einwohnerzahl Emdens zwischen 1890 und 1910 um 65 Prozent zunahm. Die Werft geriet jedoch in wirtschaftliche Schwierigkeiten, was 1908 zur vorübergehenden Schließung des Betriebes führte. Dies führte zu einer Abwanderung der Facharbeiter, die in anderen Städten angeworben wurden.

### Deutsch-Luxemburgische Bergwerks- und Hütten-Gesellschaft, Abt. Nordseewerke Emden (1912–1926)
Die Stadt Emden griff ein, um den Betrieb aufrechtzuerhalten. Der Ausbau zu einer großen Werft erfolgte nach 1911, als der Industrielle Hugo Stinnes über die Deutsch-Luxemburgische Bergwerks- und Hütten-AG bei den Nordseewerken einstieg und der Bau von vier Längshellingen erfolgte. Durch die Inbetriebnahme der Großen Seeschleuse Emden im Jahr 1913 (damals eine der größten Schleusen der Welt mit 260 Metern Innenlänge) wurde der Bau auch größerer Schiffe möglich.
In den ersten Jahren ihres Bestehens bauten die Nordseewerke eher kleinere Schiffe; der größte bis 1914 abgelieferte Frachter hatte eine Tragfähigkeit von 2500 tdw. Dennoch war die Werft zum damaligen Zeitpunkt der größte Industriebetrieb der Stadt, über den im Nachhinein das Urteil gefällt wurde: „Die Beschäftigung der Nordseewerke wurde, neben dem Hafenbetrieb, zum Barometer für das Arbeits- und Wirtschaftsleben in Emden; es schwankte oft und stark.“ Im Jahr 1914 zählten die Nordseewerke 1200 Beschäftigte.
Neben anderen, kleineren Industriebetrieben waren es vor allem die Nordseewerke, die in der bis dahin politisch liberal geprägten Hafen- und Handelsstadt Emden auch erstmals eine gewerkschaftliche und später sozialdemokratische Komponente in das städtische politische Leben brachten. In den Jahren der Weimarer Republik fasste zudem die KPD auf der Werft Fuß, bei Betriebsratswahlen allerdings setzten sich für gewöhnlich sozialdemokratisch orientierte Kandidaten gegen ihre kommunistischen Konkurrenten durch.

### Vereinigte Stahlwerke AG Abt. Nordseewerke Emden (1926–1933)
Im Zuge der Umwandlung des Stinnes-Konzerns wurde am 1. April 1926 der Name des Unternehmens in Vereinigte Stahlwerke AG Abt. Nordseewerke Emden geändert; in den folgenden Jahren der Weltwirtschaftskrise war die Werft wegen Auftragsmangels zeitweise stillgelegt und wurde ab 1. Januar 1934 als Nordseewerke Emden GmbH ein selbstständiger Betrieb. Sowohl im Ersten wie auch im Zweiten Weltkrieg wurden in Emden eine Vielzahl von Booten und Schiffen für die Kaiserliche Marine bzw. die Kriegsmarine gebaut.
Die Weltwirtschaftskrise hatte auch auf die Nordseewerke tiefgreifende Auswirkungen, die einer zeitweiligen Schließung der Werft nahekamen: Während im Jahresdurchschnitt 1930 die Beschäftigtenzahl bei 1750 lag, waren 1931 zeitweise nur noch 30 Personen auf der Werft beschäftigt.

### Nordseewerke Emden (1934–1952)
Die Produktion auf den Nordseewerken wurde mit Ausbruch des Zweiten Weltkriegs im September 1939 auf Kriegsproduktion umgestellt. Im Laufe des Krieges kamen dabei auch ausländische Arbeiter zum Einsatz, zumeist Zwangsarbeiter, teils auch auf freiwilliger Basis Verpflichtete. Auf der Werft liefen zwischen 1941 und 1944 insgesamt 30 U-Boote vom Stapel: 26 vom Typ VII C (U 331 bis 350 und U 1101 bis 1106) und vier vom Typ VII C/41 (U 1107 bis 1110). Unter den Booten war auch das mit einer neuartigen Gummi-Ummantelung zur Absorption von feindlichen Sonarwellen versehene U 1105. Die Boote gingen entweder durch Feindeinwirkung verloren, wurden gegen Ende des Krieges durch die Kriegsmarine selbst versenkt oder nach Mai 1945 an die britische Royal Navy übergeben.
Während der Zeit des Nationalsozialismus in Emden war der Direktor der Nordseewerke Bruno Moeller zugleich Wehrwirtschaftsführer und SA-Obertruppführer gewesen. Er wurde im Entnazifizierungsverfahren in die Kategorie IV eingestuft. Bei dieser Beurteilung wurde die „anscheinend relativ gute Behandlung von Kriegsgefangenen und ausländischen Zivilarbeitern“ auf den Nordseewerken berücksichtigt. Zudem sei seine Tätigkeit als Direktor der Nordseewerke eine „unpolitische“ gewesen. Moeller wurde zu einer Geldstrafe von 500 DM verurteilt.
Nach 1945 standen die Nordseewerke nicht auf der Demontageliste. Bereits 14 Tage nach der Kapitulation nahm die Werft den Betrieb wieder auf, indem frühere Marineschiffe für zivile Zwecke umgebaut wurden. Ende 1945 belief sich die Mitarbeiterzahl auf 1200, bis zur Währungsreform 1948 sank sie jedoch wieder auf 800 bis 900, weil der Schiffsneubau von den Alliierten verboten worden war.
1947 genehmigte der Alliierte Kontrollrat den Bau von Fischdampfern. Der erste Neubau dieser Art, der 1949 vom Stapel lief, war der Dampfer Niedersachsen, der im Beisein von Niedersachsens Ministerpräsident Hinrich Wilhelm Kopf (SPD) getauft wurde. Als Werftdirektor fungierte in jener Zeit Hans Pabelick. Der zweite Neubau wurde ebenfalls nach einem Bundesland Bayern getauft, wiederum im Beisein des damaligen Ministerpräsidenten, Hans Ehard. Bei den Nordseewerken wurde 1949 das zum damaligen Zeitpunkt größte Schiff der deutschen Handelsflotte repariert und danach erneut in Dienst gestellt. Es handelte sich dabei um den Turret-Decker Hermann Fritzen, der bereits 1906 gebaut und 1944 im Hamburger Hafen versenkt wurde. Dort wurde er gehoben, zur Reparatur nach Emden geschleppt und mithilfe des Landes Niedersachsen instand gesetzt. Der damals größte deutsche Frachter hatte eine Tragfähigkeit von 6580 Tonnen. 1950 legte die Werft in Zusammenarbeit mit Emder Reedern den Grundstock für den Wiederaufbau einer Emder Handelsflotte durch den Bau der so genannten „Potsdam-Schiffe“. Die ersten vier Schiffe wurden nach Emder Reedern Hendrik Fisser, Jacobus Fritzen, Heinrich Schulte und Wilhelm Nübel benannt.
Zwischen 1951 und 1957 baute die Werft mehr als 20 Schiffe des sogenannten Typs Emden. Dabei handelte es sich um einen universell einsetzbaren Stückgutschiffstyp. Zur Emden-Klasse zählte auch das Frachtschiff Melanie Schulte, der um oder nach Weihnachten 1952 aus bis dato noch stets ungeklärter Ursache im Nordatlantik unterging. Der Verlust der Melanie Schulte gilt neben dem Untergang der Pamir 1957 und der München im Jahr 1978 als eines der größten Schiffsunglücke in der deutschen Handelsmarine der Nachkriegszeit.

### Nordseewerke Emden (1952–1957) (Tochtergesellschaft der Rheinstahl Union Maschinen- und Stahlbau AG, Düsseldorf)
1952 wurde die Werft eine Tochterfirma der Rheinstahl Union Maschinen- und Stahlbau AG, Düsseldorf. Sie übernahm das auf zehn Millionen D-Mark erhöhte Stammkapital der Werft. In der Folge kam es zu einem massiven Ausbauprogramm: Es wurden nicht nur die letzten Kriegsschäden beseitigt, sondern auch die Helling und die Kapazitäten an den Kais erweitert. Hinzu kamen Anlagen für die Sektionsbauweise, also den nach und nach erfolgenden Bau von Teilen der neu zu erstellenden Schiffe, und ein Trockendock für Schiffe mit bis zu 40.000 tdw. Bis Ende 1953 wuchs die Belegschaft auf etwa 4000 Mitarbeiter, das Unternehmen erwirtschaftete in jenem Jahr einen Umsatz von rund 100 Millionen D-Mark.
Bereits im Dezember 1954 wurde ein neu gebautes Trockendock mit 218 m Länge und 32 m Breite eingeweiht. Das volle Orderbuch der Werft führte zu einer Verlängerung der Helling II, um auch Neubauten bis 30.000 Tonnen Tragfähigkeit bauen zu können. Es schloss sich ein Auftrag an den Dockbaubetrieb der Gutehoffnungshütte in Nordenham-Blexen über den Bau eines Schwimmdocks für Schiffe bis 177 Meter Länge an.
In den 1950er Jahren ließen die Nordseewerke im Emder Stadtteil Herrentor eine größere Zahl von Werkswohnungen errichten. Später kamen weitere im Stadtteil Borssum hinzu.

### Rheinstahl Nordseewerke (1957–1974)

Flagge der Seereederei Frigga

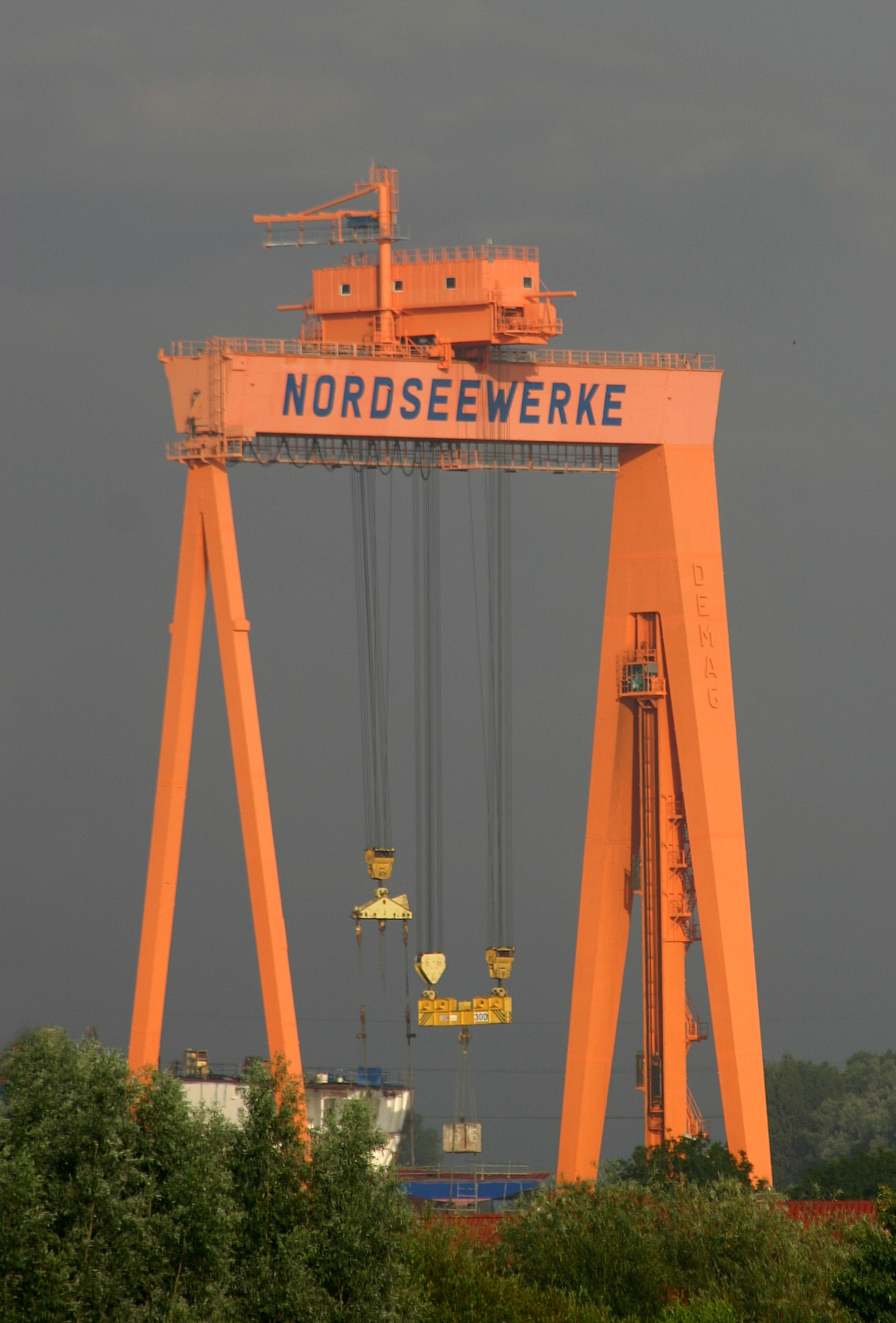
Bockkran der Nordseewerke von 1966

1957 wurde das Unternehmen an die Rheinische Stahlwerke Essen, die spätere Rheinstahl AG, verkauft. Zum Zeitpunkt der Übernahme hatte die Werft eine Belegschaft von 5200 Personen und einen Umsatz von 150 Millionen Euro. In den Jahren 1958/59 baute die Werft die Schiffe der eigenen Klasse Nordseewerke Massengutfrachter 17.100 tdw, darunter als Typschiff, die Rheinstahl. Bereedert wurde ein Großteil der Schiffe jener Zeit von der Seereederei Frigga, die bereits vor dem Zweiten Weltkrieg ein großer Auftraggeber für die Werft war. Jedoch etablierte sich die Reederei auch als Lieferant für internationale Kunden, allen voran aus Norwegen, aber auch aus Finnland, Großbritannien, den USA, den Niederlanden, Italien, Griechenland und anderen Ländern. Der Anteil an Schiffsreparaturen machte in den 1960er Jahren etwa zehn bis 20 Prozent des Gesamtumsatzes aus, wozu nicht zuletzt die Zunahme des Schiffsverkehrs im Emder Hafen durch höhere Erzimporte beitrug.
Zwischen 1963 und 1966 setzte die Werftleitung ein umfangreiches Sanierungsprogramm um, das vor allem bauliche Auswirkungen hatte. Sichtbarstes Zeichen dieses Programms war der Abriss der alten Krananlagen über der Helling der Nordseewerke, die über Jahrzehnte das Bild des Hafens und der Stadt mitgeprägt hatten, und der Bau eines neuen Bockkrans, der seitdem die Silhouette der Stadt prägt. Der von der Demag gebaute Kran hat eine maximale Traglast von 450 Tonnen und eine Höhe von 80 Metern; er überragte damit (bis zum Bau des Emder Fernsehturms in den frühen 1990er Jahren) jedes Gebäude der Stadt an Höhe.
Die Beschäftigtenzahlen der Werft schwankten in jenen Jahren häufiger um mehrere hundert Personen, was auf wirtschaftliche wie auch politische Krisen zurückzuführen ist, von denen die internationale Schifffahrt und damit auch der Schiffbau deutlich betroffen sind. Waren 1957 noch 5200 Mitarbeiter bei den Nordseewerken beschäftigt, so fiel die Zahl bis 1963 auf weniger als 4000, um danach auf den historischen Höchststand von 5400 im Jahr 1969 anzusteigen. Bis 1975 sank die Zahl auf 4800. Mit diesen 4800 Beschäftigten stellten die Nordseewerke 1975 jeden sechsten Industriebeschäftigten Ostfrieslands, auf eine vergleichbar hohe Zahl kam lediglich das 1964 eröffnete Volkswagenwerk Emden. Von den 4800 Nordseewerkern im Jahr 1975 stammten 53 Prozent aus der Seehafenstadt selbst, die anderen 47 Prozent aus dem ostfriesischen Umland. Die volkswirtschaftliche Bedeutung ging jedoch wegen der Arbeit von Zulieferern, anderen Auftragnehmern und der damit verbundenen Kaufkraft weit darüber hinaus: Für 1975 wurde angegeben, dass etwa 25.000 Menschen in direkter wirtschaftlicher Abhängigkeit von der Werft standen. Mit 370 Auszubildenden war sie zudem einer der größten Ausbildungsbetriebe der Region.
Zwischen 1951 und 1975 hatten die Nordseewerke 179 Neubauten mit 4,1 Millionen tdw abgeliefert. Der Exportanteil überstieg dabei denjenigen für inländische Reedereien: 97 Schiffe mit 2,8 Mio. tdw gingen an ausländische Reeder, 82 Schiffe mit 1,3 Mio. tdw an deutsche. Unter den ausländischen Reedereien lagen solche aus Norwegen weit vorn: Sie erhielten allein 37 Schiffe mit 1,07 Mio. tdw. In jenem Zeitraum hatten sich die Nordseewerke zudem erneut auf den U-Boot-Bau spezialisiert: Zehn Boote gingen an die Bundesmarine, 15 an die norwegische. Auch beim Umsatz ließ sich der Exportanteil abmessen, im Durchschnitt der Jahre 1954 bis 1975 lag er bei 65 Prozent, in einzelnen Jahren jedoch sogar bei 90 Prozent. Bei den Schiffstypen machten Stückgutfrachter (54 Schiffe) und Massengutfrachter (45 Schiffe) zusammen den Löwenanteil aus.

### Thyssen Nordseewerke (1974–2002)

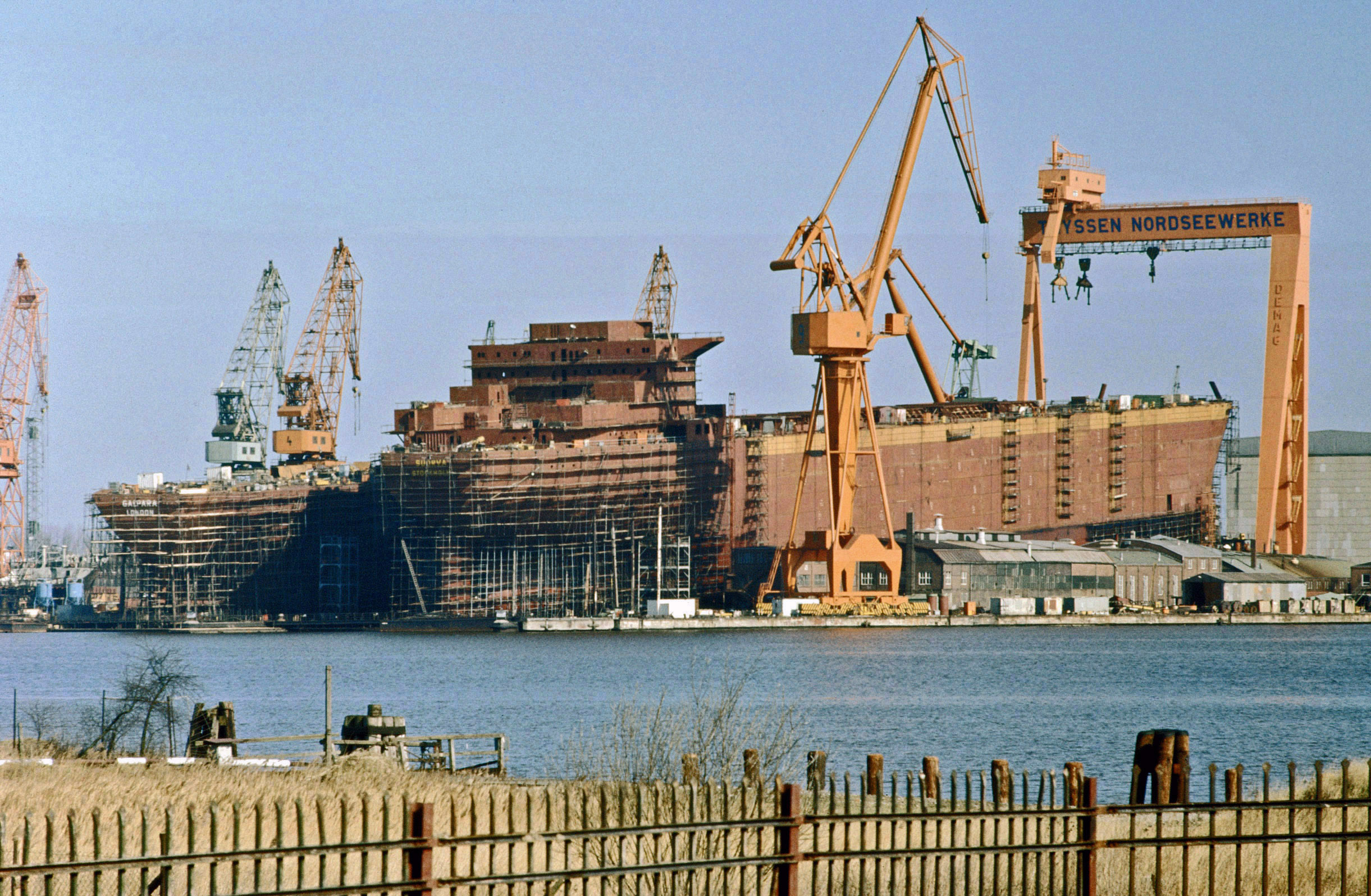
1976 mit einem 120.000-tdw-Bulker und einem 54.000-m³-Gastanker auf den Helgen

Diese wurde 1974 von der Thyssen AG übernommen und die Werft firmierte ab 1976 als Thyssen Nordseewerke GmbH. Die in den 1970er Jahren beginnende Werftenkrise hatte auch auf die Nordseewerke Auswirkungen, die sich an der Mitarbeiterzahl ablesen lassen: Beschäftigte die Werft Ende 1975 noch 4800 Mitarbeiter, was bei einer Gesamtzahl von Beschäftigten in der westdeutschen Werftindustrie von rund 75.000 bedeutete, dass in etwa jeder 15. westdeutsche Werftarbeiter ein Nordseewerker war, so war die Zahl ein Jahr später bereits auf 4300 gesunken. Im August 1978 lagen die Helgen der Werft leer, zu diesem Zeitpunkt besaßen noch 3900 Mitarbeiter ihren Job auf der Werft. Der Großteil der Beschäftigten allerdings war bereits seit Mitte 1977 von Kurzarbeit betroffen. In jenem August 1978 befanden sich lediglich noch zwei Flüssiggastanker (LPG) in der Ausrüstung. Auch die Reparaturkapazität der Werft war nicht ausgelastet. Dies lag unter anderem auch daran, dass der Frachtumschlag im Emder Hafen im Zuge der Stahlkrise jener Jahre zurückgegangen war und dementsprechend weniger Schiffe den Emder Hafen anliefen: Hatte der Hafen 1974 mit einem Jahresgesamtumschlag von 15,5 Mio. Tonnen sein bestes Nachkriegsergebnis erzielt, so belief sich der Umschlag 1978 auf 8,1 Mio. Tonnen, was das schlechteste Ergebnis seit 1959 darstellte (7,85 Mio. Tonnen).
Der vermehrte Bau von Marineschiffen konnte den Rückgang im Frachtschiffbau nur teilweise kompensieren. 1980 wurde mit der Fregatte Emden das fünfte Schiff einer deutschen Marine auf Kiel gelegt, das diesen Namen trägt. Es handelte sich dabei um das erste jener fünf Schiffe, das auch in seiner Patenstadt gebaut wurde, wobei die Endausrüstung jedoch vom Bremer Vulkan übernommen wurde. Der Stapellauf erfolgte am 17. Dezember 1980, die Indienststellung knapp drei Jahre später. In den 1980er und 1990er Jahren baute die Werft zudem eine Reihe von U-Booten für die deutsche, norwegische, argentinische und israelische Marine. Die Mitarbeiterzahl der Nordseewerke lag in den 2000er Jahren einigermaßen konstant bei etwa 1400.

### TKMS Blohm + Voss Nordseewerke GmbH (bis 2010)
Bei ThyssenKrupp Marine Systems (TKMS) war im Laufe des Jahres 2010 vorgesehen,
- den Engineering-Bereich für Marine-Überwasserschiffe in Emden mit den am Standort Hamburg bestehenden Unternehmensteilen als Blohm + Voss Naval GmbH fortzuführen,
- den Bereich des U-Boot-Engineerings in Emden als Niederlassung der Howaldtswerke-Deutsche Werft (HDW) auszugliedern,
- den Reparatur- und Ausrüstungsbetrieb in Emden als Emder Werft und Dockbetriebe als Tochterunternehmen der TKMS fortzusetzen.

Am 8. September 2009 gab ThyssenKrupp bekannt, dass der restliche Teil der Nordseewerke an die Schaaf Industrie (SIAG) verkauft wird.

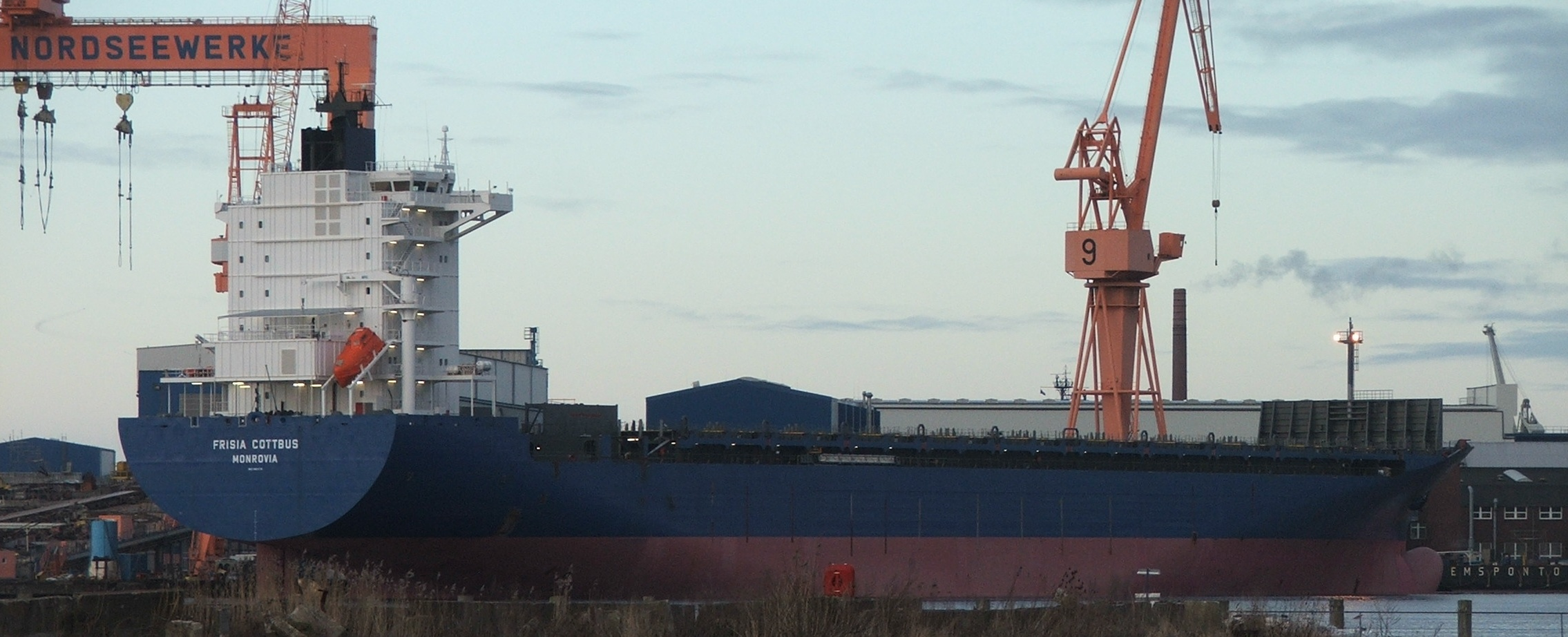
Frisia Cottbus – das letztgebaute Schiff der Nordseewerke

Nach 106 Jahren Schiffbau bei den Nordseewerken wurde am 11. Dezember 2009 der 228 Meter lange Containerfrachter Frisia Cottbus als letztes dort gebautes Schiff vom Stapel gelassen.
Der Schiffbau ging unternehmenstechnisch zu Blohm + Voss Naval bzw. HDW und wurde in Emden eingestellt.
Insgesamt waren am Stichtag 8. März 2010 noch ca. 450 Mitarbeiter bei TKMS Blohm + Voss Nordseewerke am Standort Emden beschäftigt.
Auf der Emder Werft und Dockbetriebe GmbH befand sich 2011 der Einsatzgruppenversorger der Klasse 702 Bonn zur Endausrüstung.

### SIAG Nordseewerke (2010–2013)

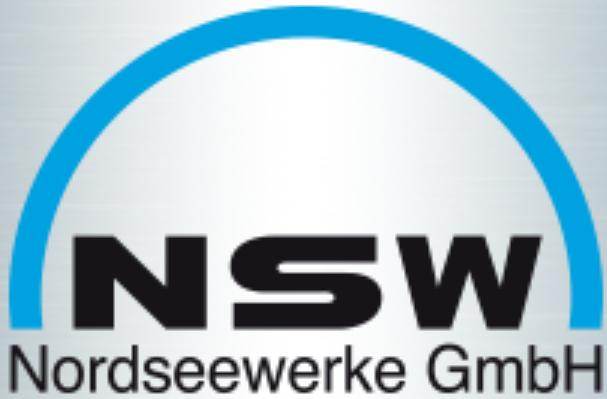

Zum 8. März 2010 übernahm die Schaaf Industrie AG (SIAG) den größten Teil der Werft in Emden, die unter dem Namen „SIAG Nordseewerke“ Bauteile für Offshore-Windparks (Stahlrohrtürme und -träger als Fundamente sowie Transition-Pieces für Windenergieanlagen und Umspannplattformen) fertigt. Rund 700 Beschäftigte der TKMS wurden übernommen.
Die SIAG Nordseewerke produzierten Mitte 2012 Stahl-Standbeine (sogenannte Tripods) als Fundamente für die Offshore-Windparks Trianel Windpark Borkum und Global Tech I. Außerdem sollte der Rohbau einer Umspannplattform gefertigt werden. Diese Aufträge sorgten für eine Auslastung bis ins Jahr 2013.
Die Muttergesellschaft SIAG hatte am 19. März 2012 einen Insolvenzantrag gestellt, wovon die Nordseewerke nicht betroffen waren.
Im Oktober 2012 weitete sich die kritische finanzielle Lage der Nordseewerke aus, da die niedersächsische Landesregierung und die NordLB weitere Kredite und eine Bürgschaft abgelehnt hatten. Am 17. Oktober reichte die Geschäftsführung der Nordseewerke schließlich Insolvenzantrag beim zuständigen Amtsgericht Aurich ein.

### Nordseewerke GmbH (2013–2015)
2013 übernahm nach der Zustimmung des Gläubigerausschusses unter Beteiligung der Nord/LB die saarländische DSD Steel Group (ehemals Dillinger Stahlbau Dillingen) das Unternehmen. 412 der 750 Beschäftigten wechselten in zwei Transfergesellschaften, lediglich 240 Arbeitnehmer wurden von der DSD Steel übernommen.
Ende Mai 2015 stellte die Geschäftsführung einen Insolvenzantrag wegen drohender Zahlungsunfähigkeit. Zu diesem Zeitpunkt hatten die Nordseewerke noch 188 Beschäftigte, die meisten allerdings schon ab September 2014 in Kurzarbeit. Das Amtsgericht Aurich setzte einen externen Insolvenzverwalter ein. Es wurde versucht, Unternehmen zu Investitionen an dem Standort zu bewegen. Interessenten waren z. B. die Holding Seafort Advisors in Hamburg und auch die Meyer-Werft im nahen Papenburg.

### Nordseewerke Emden Shipyard (2015–2018)
51 Mitarbeiter wurden ab Herbst 2015 beim Nachfolgeunternehmen Nordseewerke Emden Shipyard GmbH (NES) von Seafort Advisors beschäftigt, 14 Mitarbeiter wechselten zur Emder Werft und Dock GmbH (EWD) und 110 Mitarbeiter zu einer Transfergesellschaft, die Ende Februar 2016 den Betrieb einstellte.
Im Dezember 2016 begann die Nordseewerke Emden Shipyard (NES) mit 60 Beschäftigten mit dem Bau von Schiffsteilen für die Meyer-Werft Papenburg. Die Vertragslaufzeit betrug drei Jahre, mit Option auf Verlängerung. Der Vertrag wurde nach Auslaufen im September 2018 nicht verlängert. Grund seien mangelnde Qualität und Termintreue gewesen.
Am 1. September 2017 gab ThyssenKrupp Marine Systems (TKMS) die Schließung des Standortes Emden mit zuletzt noch 220 Beschäftigten bekannt. Im Februar 2018 gab die IG Metall Küste bekannt, dass die Schließung für drei Jahre, bis zum Ende des Jahres 2020, ausgesetzt wird.
Im August 2018 beantragte die Nordseewerke Emden Shipyard GmbH Insolvenz in Eigenregie. Das Insolvenzgericht entschied im Oktober 2018, dass die bisherige Gesellschaft abgewickelt werden könne.

### Fosen Nordseewerke GmbH (ab 2018), Fosen Yard Emden GmbH (seit 2019)
Die zuletzt 85 Beschäftigten der NES wurden im Oktober 2018 in die neu gegründete Gesellschaft Fosen Nordseewerke GmbH übernommen. Neuer Hauptanteilseigner mit 51 % ist das norwegische Schiffbauunternehmen Fosen Yards. Im Januar 2019 beantragte das Unternehmen Insolvenz. Zum 1. April 2019 übernahm Fosen Yards die Werft komplett. Das norwegische Schiffbauunternehmen betreibt den Standort Emden nun unter einem neuen Namen. Im Mai 2019 gab das Unternehmen bekannt, vom norwegischen Fischereikonzern Norway Royal Salmon einen Großauftrag zum Bau von zwei hochseetauglichen Lachsfarm-Prototypen mit 80 m Durchmesser und etwa 25 m Höhe erhalten zu haben. Teile des Auftrags in Höhe von rund 35 Millionen Euro wurden vom Tochterunternehmen Fosen Yards Emden GmbH übernommen. 2021 erhielt das Unternehmen den Auftrag zum Bau sechs neuer Frachtschiffe. Nach Angaben der Werft habe ein Finanzierungshaus die sechs sogenannten Minibulker für Stückgut mit einer Länge von 88 Metern für eine Reederei aus Haren/Ems in Auftrag gegeben. Als nach dem Russischen Überfall auf die Ukraine die Stahlpreise um 80 Prozent anstiegen, sei die Finanzierung gescheitert. Am 1. Juni 2022 meldete das Unternehmen Insolvenz an. Die meisten der zuletzt rund 100 Beschäftigten befanden sich zuletzt in Kurzarbeit. Bis August sollte ein neuer Investor gefunden werden. Dies gelang letztlich nicht, daher wird die Werft geschlossen, die 75 verbliebenen Mitarbeiter verlieren ihren Arbeitsplatz.

## Schiffe

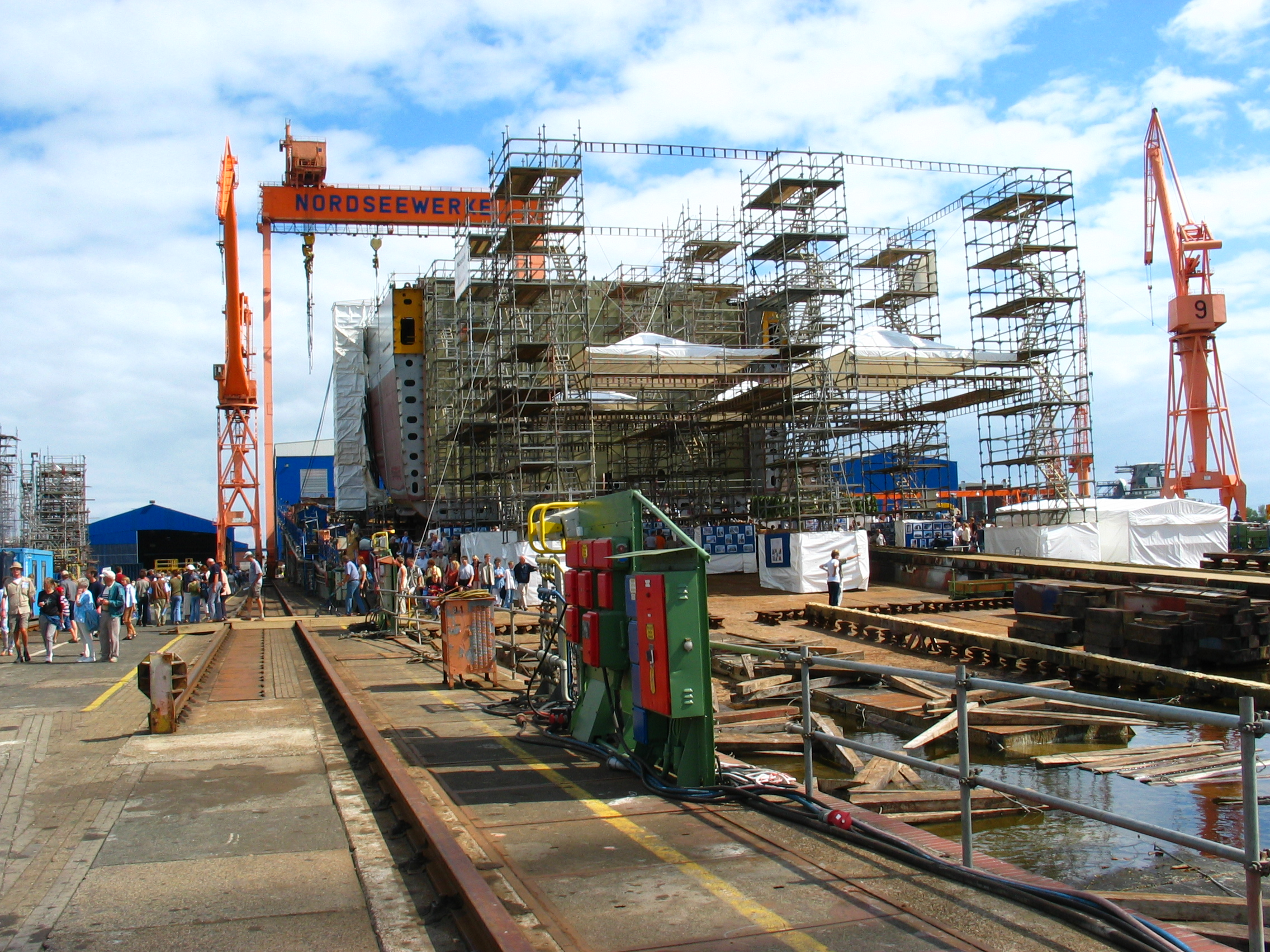
Nordseewerke Emden

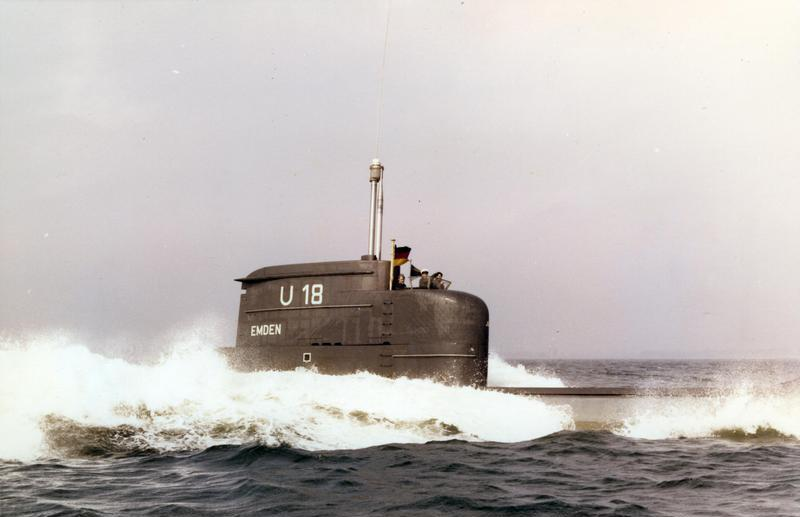
U 18 Emden

### U-Boote
Im Ersten Weltkrieg wurde die Werft komplett mit Aufträgen der Kaiserlichen Marine ausgelastet, für die sie Minensuchboote und Vorpostenboote baute. Ab dem Jahr 1919 war zudem erstmals der Bau von U-Booten der Klasse UG vorgesehen, was jedoch durch die Kriegsumstände unterblieb. Nach 1918 bauten die Nordseewerke bis zum Ende der 1930er Jahre keine Kriegsschiffe. Ab 1939 begann der Bau von U-Booten für die Kriegsmarine. Jährlich sollten neun Boote des Typs VII C fertiggestellt werden, für die 1800 Arbeiter vorgesehen waren; die restliche Belegschaft sollte Reparaturen an Überwasserschiffen durchführen. Die Werft lieferte von 1941 bis 1944 insgesamt 30 Boote ab: 26 vom Typ VII C (U 331 bis 350 und U 1101 bis 1106) und vier vom Typ VII C/41 (U 1107 bis 1110). Die Aufträge zum Bau von vier weiteren Booten vom Typ VII C/41 (U 1111 bis 1114) und sechs Booten des Typs VII C/42 (U 1115 bis 1120) wurden storniert.
Nach dem Zweiten Weltkrieg baute die Werft u. a. die Exportentwürfe Klasse 207 (Kobben-Klasse) und Klasse 210 (Ula-Klasse) für Norwegen sowie die TR 1700 für Argentinien und teilweise die Dolphin-Klasse für Israel. Die Nordseewerke waren am Bau der U-Boote der Klassen 206 und 212 der Bundesmarine beteiligt.
Die letzte U-Boot-Generation, die bei den NSWE gebaut wurde, war die im Verbund mit der Kieler Werft HDW entwickelte Klasse 212 A.

### Weitere Marineschiffe
Für die Deutsche Marine (früher Bundesmarine) baute die Werft eine Reihe von Fregatten, zumeist in Kooperation mit HDW, Blohm + Voss sowie der Lürssen-Werft in Lemwerder. Bei den Nordseewerken liefen unter anderem die derzeit im Dienst befindlichen Fregatten Emden, Bayern und Hessen vom Stapel.
Ein weiteres Spezialboot, das Anfang 2004 abgeliefert wurde, ist die Planet, die im Auftrag der Bundeswehr als Wehrforschungs- und Erprobungsschiff in SWATH-Technologie gebaut wurde.

### Handelsschiffe

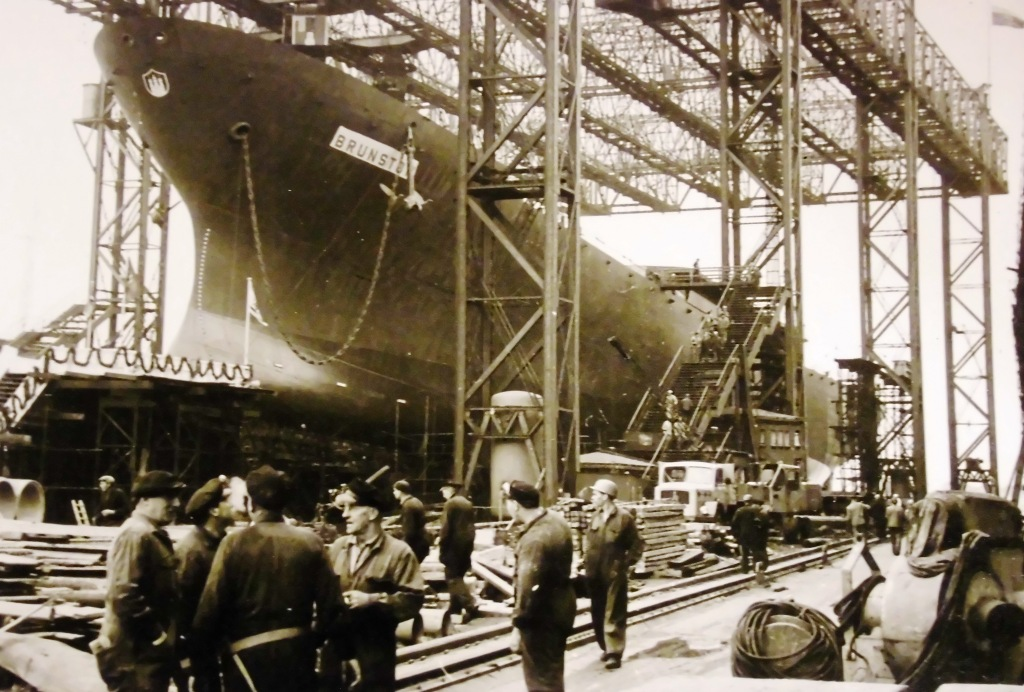
Stapellauf der Brunstor, Schwester der Brunshoeft in Emden (um 1966)

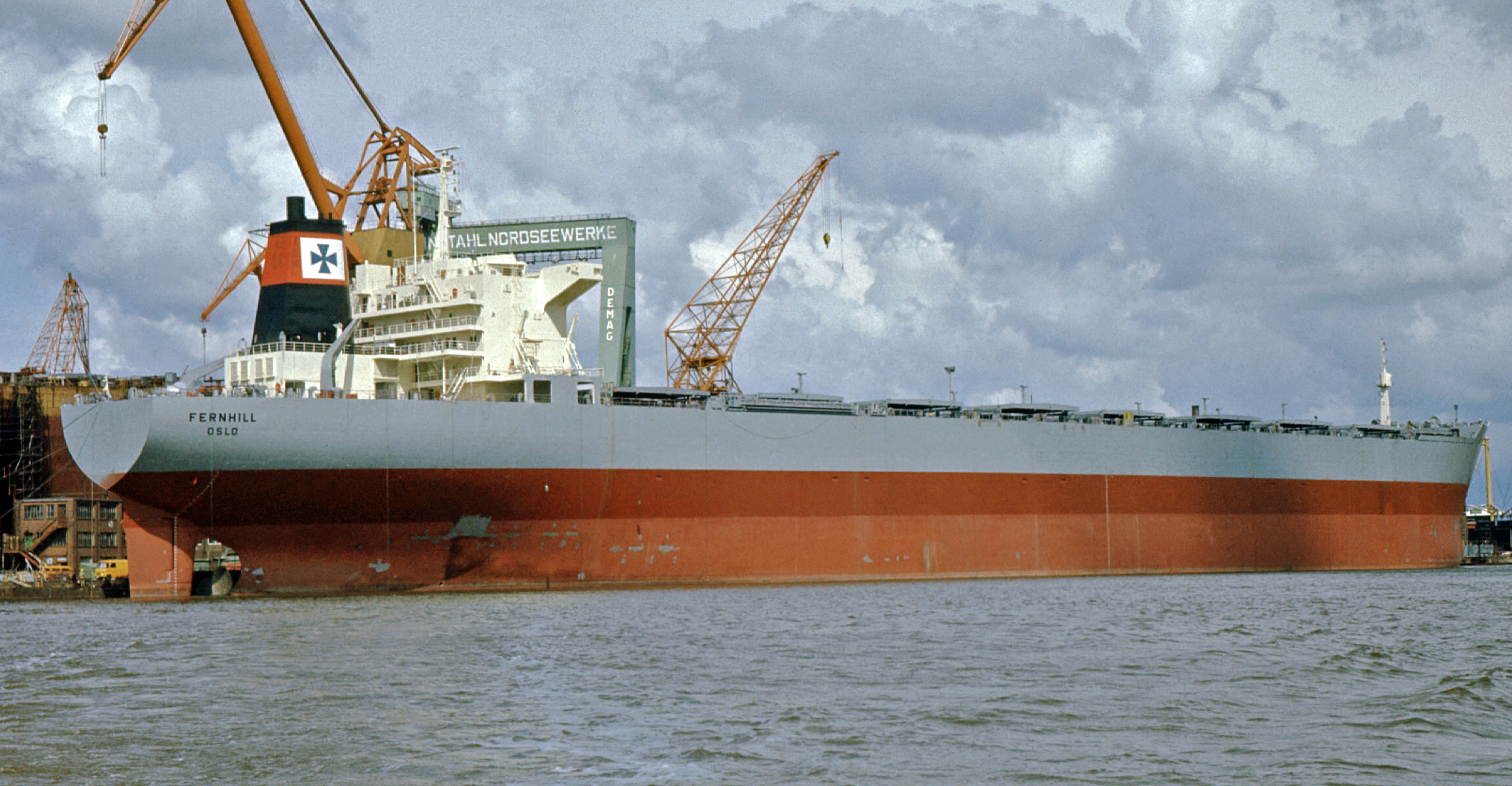
Fernhill gehörte zu den größten gebauten Handelsschiffen

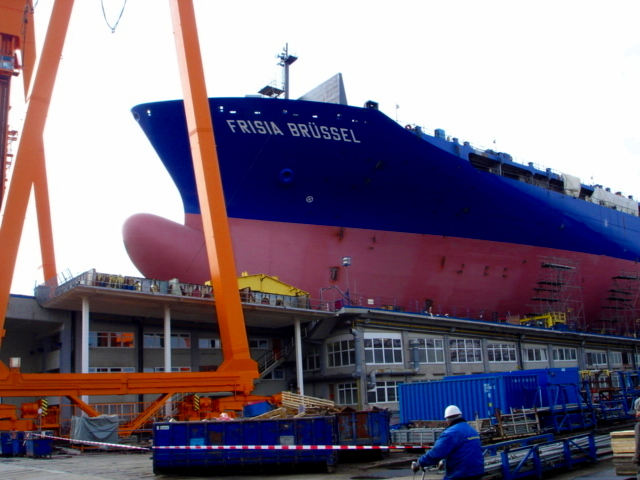
Frisia Brüssel auf der Helling

Die 1950er Jahre zeichneten sich durch volle Auftragsbücher und große Bauserien, beispielsweise des über 20-mal gebauten Typ „Emden“ aus. Insbesondere in den 1960er und 1970er Jahren war die Werft führend in der Entwicklung einer ganzen Reihe neuartiger Schiffstypen. Unter anderem war die Werft im Bereich des Kohle- und Erzmassengut-Frachtschiffbaus innovativ tätig und fertigte beispielsweise fast alle Schiffe der anteilig zu Rheinstahl gehörenden Seereederei Frigga, darunter z. B. Schiffe des Typs Nordseewerke Massengutfrachter 17.100 tdw.
Weiterhin baute die Werft ab Mitte der 1960er Jahre Auto-Schüttguttransporter und auch die weltweit ersten ConRo-Schiffe entstanden ab 1967 bei den Nordseewerken. Ende der 1960er Jahre entstanden mit der Euroliner-Baureihe die weltweit ersten Gasturbinen-Containerschiffe. Diese hielten, ebenso wie die SL-7-Klasse, von denen 1973 zwei Einheiten bei den Nordseewerken entstanden, den Geschwindigkeitsrekord für Frachtschiffe im Transatlantikdienst. Von 1970 bis 1972 wurden die Universal Superliner gebaut. Zu den größten Neubauten jener Jahre zählten der Massengutfrachter Fernhill (abgeliefert 1975) mit einer Tragfähigkeit von 123.000 Tonnen, der für die norwegische Reederei Fearnley & Eger abgeliefert wurde, sowie der unter finnischer Flagge fahrende Tanker Tiiskeri (abgeliefert 1969), der mit einer Länge über alles von 272 Metern die Länge der Großen Seeschleuse in Emden (260 Meter Binnenlänge) noch übertraf und daher nur bei beidseitig geöffneten Schleusentoren den Hafen verlassen konnte.
Im Bereich Handelsschiffbau konzentrierten sich die Nordseewerke seit einigen Jahren auf die Fertigung von Containerschiffen. Dabei lag der Schwerpunkt zuletzt auf Containerschiffe des Typs TNSW 2500, die je nach Ausführung bis zu 2700 20-Fuß-Standardcontainer (2700 TEU) aufnehmen können. Im Jahr 2005 wurden Aufträge für zwei 3400-TEU-Containerschiffe unterzeichnet. Es waren von allen bei den Nordseewerken gebauten Containerschiffen diejenigen mit der bislang höchsten Zahl an TEU, die letztendlich im Bau mehrerer Schiffe des TNSW-3400-Typs endete. Das erste Schiff wurde im August 2008 an die Reederei abgeliefert. Das letzte Schiff, das bei den Nordseewerken gebaut wurde, ist der 228 Meter lange Containerfrachter Frisia Cottbus, der am 11. Dezember 2009 vom Stapel lief.

### Sonderschiffbau
Die Werft baute Anfang der 1970er Jahre auch zwei Kreuzfahrtschiffe. Eines der beiden Schiffe wurde weltberühmt: Die 1971 vom Stapel gelaufene Sea Venture wurde später die Pacific aus der international ausgestrahlten Fernsehserie Love Boat. Das Schwesterschiff war die Island Venture. Beide wurden für die Kreuzfahrtreederei Norwegian Cruiseships gebaut.
Wenig wirtschaftlicher Erfolg war hingegen einem Projekt Anfang der 1980er Jahre beschieden: Die Meerwasser-Entsalzungs-Demonstrationsanlage (MEDA), von der man sich Verkaufserfolge in wasserarmen Gebieten versprochen hatte, konnte sich nicht durchsetzen.
Für sowjetische Auftraggeber rüsteten die Nordseewerke Mitte der 1980er Jahre zwei Eisbrecher mit einem eigens neu konzipierten Bug, dem Thyssen-Waas-Bug, um. Der speziell geformte Bug durchschneidet das Eis und bricht es nicht, wie bei herkömmlichen Eisbrechern der Fall. Die beiden so umgebauten Eisbrecher waren die Mudyug und die Kapitän Sorokin.
Schlagzeilen machte die Werft 1999, als sie den bis dahin größten Saugbagger der Welt, die Vasco da Gama, für das belgische Unternehmen Jan de Nul baute.